# Еволюционна биология
Еволюционната биология е дял от биологията, който изучава възникването и развитието на живота на Земята. Съвременната еволюционна биология изследва и развива неодарвинизма. Това е класическата теория на еволюцията, разработена и предложена от Чарлз Дарвин и Алфред Ръсел Уолъс, допълнена със съвременните научни данни от генетиката, палеонтологията, молекулярната биология, екологията, етологията и други.
За да се докаже по научен път така формулираната съвременна (неодарвинистка) теория на еволюцията, е необходимо:
- да се установи наличието на еволюция (изменения) между живелите по-рано и сега живеещите организми;
- да се установи механизма, който предизвиква еволюционните изменения (естествен отбор на гените);
- да се установи еволюцията, която протича („еволюция в действие“).

Еволюционната биология изследва и обобщава данни от:
- палеонтологията
- биогеографията
- систематиката
- изкуствения отбор на растенията и животните
- сравнителната анатомия
- конвергентната еволюция
- сравнителната ембриология
- сравнителната биохимия